# Richard Chew
Richard Chew (Los Angeles, 28 giugno 1940) è un montatore, produttore cinematografico e direttore della fotografia statunitense.
È famoso per aver creato, assieme ai collaboratori Paul Hirsch e Marcia Lucas, l'innovativo montaggio di Guerre stellari.
Sebbene sia principalmente un montatore, e come tale ha ricevuto diverse nomination per il Premio Oscar, ha prodotto e curato la fotografia di diversi film.

## Filmografia

### Montatore
- The Redwoods, regia di Trevor Greenwood – cortometraggio documentario (1967)
- The Medium Is the Massage, You Know, regia di Trevor Greenwood – cortometraggio documentario (1969)
- La conversazione (The Conversation), regia di Francis Ford Coppola (1974)
- Qualcuno volò sul nido del cuculo (One Flew Over The Cuckoo's Nest), regia di Miloš Forman (1975)
- Guerre stellari (Star Wars), regia di George Lucas (1977)
- Verso il sud (Goin' South), regia di Jack Nicholson (1978)
- When You Comin' Back, Red Ryder?, regia di Milton Katselas (1979)
- L'ospite d'onore (My Favorite Year), regia di Richard Benjamin (1982)
- Risky Business - Fuori i vecchi... i figli ballano (Risky Business) (1983)
- Dr. Creator, specialista in miracoli (Creator), regia di Ivan Passer (1985)
- Scuola di geni (Real Genius), regia di Martha Coolidge (1985)
- Fuori i secondi (Streets of Gold), regia di Joe Roth (1986)
- Là dove il fiume è nero (Where the River Runs Black), regia di Christopher Cain (1986)
- La rivincita dei nerds II (Revenge of the Nerds II: Nerds in Paradise), regia di Joe Roth (1987)
- Fuori dal tunnel (Clean and Sober), regia di Glenn Gordon Caron (1988)
- Gli uomini della mia vita (Men Don't Leave), regia di Paul Brickman (1990)
- Surgelati speciali (Late for Dinner), regia di W.D. Richter (1991)
- Singles - L'amore è un gioco (Singles), regia di Cameron Crowe (1992)
- My Life - Questa mia vita (My Life), regia di Bruce Joel Rubin (1993)
- Mi vida loca, regia di Allison Anders (1993)
- Donne - Waiting to Exhale (Waiting to Exhale), regia di Forest Whitaker (1995)
- Pecos Bill - Una leggenda per amico (Tall Tale), regia di Jeremiah S. Chechik (1995)
- Music Graffiti (That Thing You Do!), regia di Tom Hanks (1996)
- Ricominciare a vivere (Hope Floats), regia di Forest Whitaker (1998)
- Pallottole cinesi, (Shanghai Noon), regia di Tom Dey (2000)
- Mi chiamo Sam (I Am Sam), regia di Jessie Nelson (2001)
- Una teenager alla Casa Bianca (First Daughter), regia di Forest Whitaker (2004)
- The New World - Il nuovo mondo (The New World), regia di Terrence Malick (2005)
- Bobby, regia di Emilio Estevez (2006)
- The Runaways, regia di Floria Sigismondi (2010)
- Louis, regia di Dan Pritzker (2010)
- Il cammino per Santiago (The Way), regia di Emilio Estevez (2010)
- The Public, regia di Emilio Estevez (2018)

### Produttore
- La rivincita dei nerds II (Revenge of the Nerds II: Nerds in Paradise), regia di Joe Roth (1987)
- Singles - L'amore è un gioco (Singles), regia di Cameron Crowe (1992)

### Direttore della fotografia
- The Medium Is the Massage, You Know, regia di Trevor Greenwood – cortometraggio documentario (1969)
- The Redwoods, regia di Trevor Greenwood – cortometraggio documentario (1967)